# Montes Rook
Montes Rook – tworzące pierścień pasmo górskie leżące na zachodnim skraju widocznej strony Księżyca, przechodzące na drugą stronę. Całkowicie otaczają Mare Orientale, tworząc część masywnego basenu uderzeniowego. Pasmo to jest otoczone przez większe Montes Cordillera, od których oddzielone jest przez górzysty teren.
Montes Rook są właściwie formacją złożoną z dwóch pierścieni, czasami dzieli się je na wewnętrzne i zewnętrzne Montes Rook. Niektóre rejony szczeliny pomiędzy tymi pasmami zawierają długie doliny częściowo wypełnione bazaltową lawą, tworzące małe morza księżycowe. Jedno z nich przy północno-wschodniej części łańcucha zostało nazwane Lacus Veris.
Współrzędne selenograficzne gór wynoszą ☾ 20,6°S 82,5°W/-20,600000 -82,500000, a średnica 791 km. Ich nazwa upamiętnia angielskiego astronoma Lawrence'a Rooka. Z powodu ich położenia na krawędzi widocznej strony Księżyca można dostrzec z Ziemi tylko niewielką liczbę szczegółów. Jednakże częściowy widok pasma uzyskuje się dzięki umieszczeniu mapy Księżyca na globusie, przez co można było rozpoznać basen Mare Orientale.
W Montes Rook leży kilka nazwanych kraterów. Blisko południowo-zachodnich stoków zewnętrznych leżą kratery Nicholson i Pettit. Kopff znajduje się przy wschodnich zboczach wewnętrznych, a Maunder na północnych. Mniejsze kratery to Lallemand na północnym wschodzie, Szulejkin na południu i Fryxell na zachodzie. Nawet podczas libracji niewidoczne z Ziemi są kratery Lowell na północnym zachodzie i Golicyn na zachodzie-południowym zachodzie.